# アメリカズ・ゴット・タレント
『アメリカズ・ゴット・タレント』（英: America's Got Talent、略してAGT）は、米NBCネットワークで放送されている公開オーディションのリアリティ番組。

## 概要
サイコTVと、FOXのアメリカン・アイドルを生んだフリーマントルメディアとの共同制作によりNBCで放送されており、老若男女問わず歌手だけでなく、ダンサー、マジシャン、コメディアンなど様々なジャンルのパフォーマーが賞金100万ドルをかけてオーディションを行なうスター発掘番組である。2006年6月にシーズン1の放送が開始された。シーズン3以降、賞金100万ドル(40年以上の分割も可能)に加え、ラスベガス・ストリップでの公演にメインで出演する権利も授与されるようになった。
視聴者の投票により、アマチュアや世間によく知られていないパフォーマーが世に出る機会となる。このフォーマットはとても人気があり、アメリカやイギリスでよく使われる手法である。
サイモン・コーウェルを中心に製作され、2005年にイギリスで製作された『ポール・オグラディズ･ゴット・タレント』 がオリジナルであったが、その後の2007年に『ブリテンズ・ゴット・タレント』を放送することとなるITVとオグラディとの確執により放送延期となった。このような経緯を経てフランチャイズの最初のフル・タイムの番組として2006年よりアメリカ版の放送が始まった。サイモン・コーウェルは元々製作には携わっていたが、同様に係わっていた『アメリカン・アイドル』を放送するFOXはコーウェルが『アメリカズ・ゴット・タレント』の審査員となることを許可しなかった。コーウェルは『アメリカン・アイドル』降板後、2011年からFOXの『Xファクター』のプロデューサーおよび審査員となった。
日本ではDlifeでアメリカン・ネクスト・スターの題名で第6シーズンが放送された。

## 選考方法

### プロデューサーによるオーディション（Producers' auditions）
全米各地でプロデューサーが分担して行なう一般選考。放送には含まれない。ここで合格した参加者たちは、その数ヵ月後に観客を入れた舞台上で行われる番組審査員によるオーディションに参加できる。

### 審査員によるオーディション（Judges' auditions）
全米各地の劇場で観客を入れて行なわれる二次選考。1シーズンの初回から数回はこの模様が放送される。審査は2012年までは3人、2013年以降は4人の著名な審査員により行なわれ、演技終了後に3人以上の「YES（合格）」を得ると次の段階に進むことができる。審査員一人につき一個、赤いブザーボタンも置かれており、押すと舞台上部に設置されるXライトが赤く点灯。審査員全員のXライトが点灯した場合は、その瞬間に演技は途中で打ち切り、失格となる。ただし、審査員が望めば、ブザーを取り消すこともできる。シーズン3より、多数の観客の反応が審査に影響するようになってきた。まれに、出場者や他の審査員に勝手にブザーを押されてしまうケースもある。
ゴールデン・ブザー（Golden Buzzer）
シーズン9から導入された、審査員テーブルの中央に1つだけ置かれた金色のブザーボタン。これが押されるとステージの背景や照明が青を基調としたものから金色に変わり、金色の紙吹雪が舞う。シーズン9においては、他の審査員が赤のブザーを押して敗退が濃厚になった参加者に対し、強く合格を希望する審査員1名が独断で次ラウンドへの進出を即決出来る救済措置として登場。シーズン10以降はこれを押された参加者はその場でラスベガス・ウィークの免除、準々決勝進出が決定するというシステムに変更された。これにより、救済措置というより、審査員にとって最も印象に残る演技や演技に対する最高評価をしたいという意思表明のような意味や観客に称賛された参加者の象徴という要素が強くなった。また、このシーズンから各審査員(ゲストとして参加する1放送限りの審査員含む)が1シーズンにつき1度だけゴールデン・ブザーを押せるシステムとなり、シーズン11以降は司会者にも押す権利が与えられるようになる。シーズン15においてCovid-19の影響によりゲスト審査員が招待されずゴールデン・ブザーの対象となる参加者が減少したため、シーズン16では審査員全員と司会者の同意がある場合、さらに追加で1回押せるシステムに改められた。

### ラスベガス・ウィーク（Judge cuts）
シーズン2より前述のオーディションと後述の生放送の間に、録画放送されるラスベガス・ウィークというオーディションが追加された。このラウンドはラスベガス・ストリップの著名な会場で行なわれる。このオーディションの名称はこれまで「ラスベガス・コールバックス(二次審査)」、「ベガス・ヴァーディクツ(評決または決定)」と呼ばれることもあった。このオーディションはシーズン4を除き一般的に審査員前での舞台演技2回目となり、次の生放送に進むパフォーマンスが選考される。ここで不合格となったとしても、審査員が使う「ワイルドカード」により敗者復活となることもある。
このオーディション以前に審査員の会議により、舞台演技なしで生放送に進む者、舞台演技審査受験者、舞台演技なく不合格となる者に振り分けられる。

#### YouTubeオーディション
シーズン5から7まであったシステム。審査員オーディションを経ずにYouTubeを介してのオンライン上でのオーディションで、合格した参加者は準決勝前の生放送の一部として観客を入れた会場で審査員の前で舞台演技することとなる。YouTubeオーディションで最も成功したのはシーズン5のジャッキー・エヴァンコで最終的に準優勝となった。
これ以前のシーズン3と4ではMyspaceでのオーディションが可能であった。

### 生放送（Live shows）
シーズンにより差異はあるが、準々決勝、準決勝、決勝、フィナーレの4段階で優勝者を決定する。
この生中継はシーズン2での20組から60組まで出場数はシーズンによってばらつきがある。このオーディションでは審査員による審査の他に視聴者による投票も行なわれる。シーズン1では審査員が舞台演技途中でやめさせることはできなかったが、「チェック」または「X」をつけることができた。シーズン2から「チェック」は廃止され、審査員は舞台演技途中でやめさせることができるようになった。一般的に生放送の第一段階は事実上の準々決勝となる。YouTubeオーディションのあるシーズンではこのオーディションも実質的に準々決勝に組み込まれる。これ以前に不合格となった者も審査員による「ワイルドカード」で敗者復活しこのオーディションに参加できることもある。これらにより、シーズンによっては順当に進出してきた者にとって獲得可能票数が少なくなることも考えられる。ここで合格した者は準決勝に進み、準決勝で視聴者投票により合格した者はトップ8またはトップ10などシーズンごとに出場者数が変わるラウンドに進む。ほとんどのシーズンで準決勝以降、審査員は合否を決定することはできない。クライマックスの決勝戦にはシーズンによって4組から10組が進出できる。最多得票数による優勝者には100万ドルの賞金と、シーズン3からはラスベガス・ストリップでの公演の機会が与えられる。
シーズン1から6まではロサンゼルスのCBSテレビジョンシティから生中継されていた。シーズン7はニュージャージー州ニューアークにあるニュージャージー・パフォーミング・アーツ・センターから、シーズン8はニューヨークにあるラジオシティ・ミュージックホールから生中継された。
シーズン5から決勝戦後、優勝者、準優勝者らは全米25都市をまわるツアー公演を行なうこととなっている。

## 概要一覧
| シーズン | 初回放送日    | 最終回放送日  | 優勝者                                                | 準優勝者                                                  | 第3位                                                                 | クリエイティブ・ディレクター | 司会者                 | 審査員                                                                          |
| -------- | ------------- | ------------- | ----------------------------------------------------- | --------------------------------------------------------- | --------------------------------------------------------------------- | ---------------------------- | ---------------------- | ------------------------------------------------------------------------------- |
| 1        | 2006年6月21日 | 2006年8月17日 | ビアンカ・ライアン (歌手)                             | オール・ザット (タップ・ダンス・グループ)                 | N/A                                                                   | ブライアン・フリードマン     | レギス・フィルビン     | デビッド・ハッセルホフ ピアズ・モーガン ブランディ                              |
| 1        | 2006年6月21日 | 2006年8月17日 | ビアンカ・ライアン (歌手)                             | ザ・ミラーズ (兄弟デュオ・ミュージシャン)                 | N/A                                                                   | ブライアン・フリードマン     | レギス・フィルビン     | デビッド・ハッセルホフ ピアズ・モーガン ブランディ                              |
| 2        | 2007年6月5日  | 2007年8月21日 | テリー・フェイター (腹話術/物真似)                    | キャス・ヘイリー (歌手)                                   | バタースコッチ (歌手)                                                 | ブライアン・フリードマン     | ジェリー・スプリンガー | デビッド・ハッセルホフ ピアズ・モーガン シャロン・オズボーン                    |
| 3        | 2008年6月17日 | 2008年10月1日 | ニール・E・ボイド (オペラ歌手)                        | イーライ・マットソン (歌手)                               | ナッシン・バット・ストリングス (兄弟デュオ・ヴァイオリニスト)         | ブライアン・フリードマン     | ジェリー・スプリンガー | デビッド・ハッセルホフ ピアズ・モーガン シャロン・オズボーン                    |
| 4        | 2009年6月23日 | 2009年9月16日 | ケヴィン・スキナー (歌手)                             | バーバラ・パディラ (歌手)                                 | リサイクルド・パーカッション (廃品を利用したドラムを中心としたバンド) | ブライアン・フリードマン     | ニック・キャノン       | デビッド・ハッセルホフ ピアズ・モーガン シャロン・オズボーン                    |
| 5        | 2010年6月1日  | 2010年9月15日 | マイケル・グリム (歌手)                               | ジャッキー・エヴァンコ (クラシカル・クロスオーヴァー歌手) | ファイティング・グラヴィティ (ブラックライト・パフォーマー)           | ブライアン・フリードマン     | ニック・キャノン       | ピアズ・モーガン シャロン・オズボーン ホーウィー・マンデル                      |
| 6        | 2011年5月31日 | 2011年9月14日 | ランダウ・ユージン・マーフィ・ジュニア (歌手)         | シルエッツ (影絵パフォーマー)                             | チーム・アイルミネイト (光を使ったダンス・グループ)                   | ブライアン・フリードマン     | ニック・キャノン       | ピアズ・モーガン シャロン・オズボーン ホーウィー・マンデル                      |
| 7        | 2012年5月14日 | 2012年9月13日 | オラテ・ドッグス (犬芸)                               | トム・コッター (コメディアン)                             | ウィリアム・クローズ (アース・ハープおよび自作楽器演奏)               | ブライアン・フリードマン     | ニック・キャノン       | シャロン・オズボーン ホーウィー・マンデル ハワード・スターン                    |
| 8        | 2013年6月4日  | 2013年9月18日 | 蛯名健一 (ダンサー/マイム)                            | テイラー・ウイリアムソン (コメディアン)                   | ジミー・ローズ (カントリー歌手)                                       | ブライアン・フリードマン     | ニック・キャノン       | ホーウィー・マンデル ハワード・スターン メラニー・ブラウン ハイディ・クルム     |
| 9        | 2014年5月27日 | 2014年9月17日 | マット・フランコ (マジシャン)                         | エミリー・ウェスト (コメディアン)                         | アクロアーミー (アクロバティック劇団)                                 | ブライアン・フリードマン     | ニック・キャノン       | ホーウィー・マンデル ハワード・スターン メラニー・ブラウン ハイディ・クルム     |
| 10       | 2015年5月26日 | 2015年9月16日 | ポール・ザーディン (コメディアン)                     | ドリュー・リンチ (コメディアン)                           | オズ・パールマン (メンタリスト/俳優/スピーカー/マジシャン/アスリート) | ブライアン・フリードマン     | ニック・キャノン       | ホーウィー・マンデル ハワード・スターン メラニー・ブラウン ハイディ・クルム     |
| 11       | 2016年5月31日 | 2016年9月14日 | グレース・ヴァンダーウォール (シンガーソングライター) | The Clairvoyants (マジシャンとメンタリスト)               | ジョン・ドレンボス (マジシャン/アメフト選手)                          | ブライアン・フリードマン     | ニック・キャノン       | サイモン・コーウェル ホーウィー・マンデル メラニー・ブラウン ハイディ・クルム   |
| 12       | 2017年5月30日 | 2017年9月23日 | ダルシー・ファーマー (腹話術師/歌手)                  | アンジェリカ・ヘイル (歌手)                               | ライトバランス (ダンスグループ)                                       | ブライアン・フリードマン     | タイラ・バンクス       | サイモン・コーウェル ホーウィー・マンデル メラニー・ブラウン ハイディ・クルム   |
| 13       | 2018年5月29日 | 2018年9月19日 | シン・リム (マジシャン)                               | Zurcaroh (ショーグループ)                                 | ブライアン・キング・ジョゼフ (エレクトリック・ヴァイオリン奏)         | ブライアン・フリードマン     | タイラ・バンクス       | サイモン・コーウェル ホーウィー・マンデル メラニー・ブラウン ハイディ・クルム   |
| 14       | 2019年5月28日 | 2019年9月18日 | コディ・リー (シンガーソングライター)                 | デトロイト少年少女合唱団 (合唱団)                         | ライアン・ニーミラー (コメディアン)                                   | ブライアン・フリードマン     | テリー・クルーズ       | サイモン・コーウェル ホーウィー・マンデル ガブリエル・ユニオン ジュリアン・ハフ |
| 15       | 2020年5月26日 | 2020年9月23日 | ブランドン・リーク (詩人)                             | ブロークン・ルーツ (デュオ)                               | クリスティーナ・レイ (歌手)                                           | ブライアン・フリードマン     | テリー・クルーズ       | サイモン・コーウェル ホーウィー・マンデル ハイディ・クルム ソフィア・ベルガラ   |
| 16       | 2021年6月1日  | 2021年9月15日 | ダスティン・タヴェッラ （マジシャン）                 | エイデン・ブライアント （曲芸師）                         | ジョシュ・ブルー （コメディアン）                                     | ブライアン・フリードマン     | テリー・クルーズ       |                                                                                 |
| 17       | 2022年5月31日 | 2022年9月14日 | TBA                                                   | TBA                                                       | TBA                                                                   | ブライアン・フリードマン     | テリー・クルーズ       |                                                                                 |
| 18       | 2023年5月30日 | 2024年9月27日 | エイドリアン・ストイカとハリケーン                    | アンナ・デグスマン                                        |                                                                       |                              |                        |                                                                                 |
| 19       | 2024年5月28日 | 2024年9月24日 | リチャード・グッドオール                              | ロニ・サギ＆リズム                                        | スカイエレメンツ                                                      |                              |                        |                                                                                 |

## 審査員・司会者
| シーズン | 司会者                 | 審査員 （席順）      | 審査員 （席順）        | 審査員 （席順）      | 審査員 （席順）    |
| シーズン | 司会者                 | 1                    | 2                      | 3                    | 4                  |
| -------- | ---------------------- | -------------------- | ---------------------- | -------------------- | ------------------ |
| 1        | レギス・フィルビン     | ピアーズ・モーガン   | デビッド・ハッセルホフ | ブランディ           | N/A                |
| 2        | ジェリー・スプリンガー | ピアーズ・モーガン   | デビッド・ハッセルホフ | シャロン・オズボーン | N/A                |
| 3        | ジェリー・スプリンガー | ピアーズ・モーガン   | デビッド・ハッセルホフ | シャロン・オズボーン | N/A                |
| 4        | ニック・キャノン       | ピアーズ・モーガン   | デビッド・ハッセルホフ | シャロン・オズボーン | N/A                |
| 5        | ニック・キャノン       | ピアーズ・モーガン   | ホーウィー・マンデル   | シャロン・オズボーン | N/A                |
| 6        | ニック・キャノン       | ピアーズ・モーガン   | ホーウィー・マンデル   | シャロン・オズボーン | N/A                |
| 7        | ニック・キャノン       | ハワード・スターン   | ホーウィー・マンデル   | シャロン・オズボーン | N/A                |
| 8        | ニック・キャノン       | ハワード・スターン   | ホーウィー・マンデル   | ハイディ・クルム     | メル・B            |
| 9        | ニック・キャノン       | ハワード・スターン   | ホーウィー・マンデル   | ハイディ・クルム     | メル・B            |
| 10       | ニック・キャノン       | ハワード・スターン   | ホーウィー・マンデル   | ハイディ・クルム     | メル・B            |
| 11       | ニック・キャノン       | サイモン・コーウェル | ホーウィー・マンデル   | ハイディ・クルム     | メル・B            |
| 12       | タイラ・バンクス       | サイモン・コーウェル | ホーウィー・マンデル   | ハイディ・クルム     | メル・B            |
| 13       | タイラ・バンクス       | サイモン・コーウェル | ホーウィー・マンデル   | ハイディ・クルム     | メル・B            |
| 14       | テリー・クルーズ       | サイモン・コーウェル | ホーウィー・マンデル   | ガブリエル・ユニオン | ジュリアン・ハフ   |
| 15       | テリー・クルーズ       | サイモン・コーウェル | ホーウィー・マンデル   | ハイディ・クルム     | ソフィア・ベルガラ |
| 16       | テリー・クルーズ       | サイモン・コーウェル | ホーウィー・マンデル   | ハイディ・クルム     | ソフィア・ベルガラ |
| 17       | テリー・クルーズ       | サイモン・コーウェル | ホーウィー・マンデル   | ハイディ・クルム     | ソフィア・ベルガラ |
| 18       |                        | サイモン・コーウェル | ホーウィー・マンデル   | ハイディ・クルム     | ソフィア・ベルガラ |
| 19       |                        | サイモン・コーウェル | ホーウィー・マンデル   | ハイディ・クルム     | ソフィア・ベルガラ |

### ゲスト審査員
| シーズン | ゲスト審査員(in order of appearance) | ゲスト審査員(in order of appearance) | ゲスト審査員(in order of appearance) | ゲスト審査員(in order of appearance) |
| -------- | ------------------------------------ | ------------------------------------ | ------------------------------------ | ------------------------------------ |
| 10       | ニール・パトリック・ハリス           | マイケル・ブーブレ                   | マーロン・ウェイアンズ               | ピアーズ・モーガン                   |
| 11       | ニーヨ                               | リーバ・マッキンタイア               | ジョージ・ロペス                     | ルイ・トムリンソン                   |
| 12       | クリス・ハードウィック               | DJキャレド                           | ラバーン・コックス                   | シール                               |
| 13       | ケン・チョン                         | オリヴィア・マン                     | マーティナ・マクブライド             | クリス・ハードウィック               |
| 14       | ブラッド・ペイズリー                 | ドウェイン・ウェイド                 | エリー・ケンパー                     | ジェイ・レノ                         |

## シーズンごとの概要

### シーズン1 (2006年)
2006年5月、NBCは新番組の製作を発表した。6月からカリフォルニア州ロサンゼルス、ニューヨーク州ニューヨーク、イリノイ州シカゴ、ジョージア州アトランタでオーディションが行なわれた。当初のいくつかの宣伝では優勝者はラスベガスのカジノでメインの公演を行なうことができるとされていたが、優勝とは言え有名ではない者が公演を行なうことによる集客が懸念され、賞金100万ドルに変更された。2002年の『アメリカン・アイドル』初回放送時よりも多い1200万以上の世帯が初回放送を視聴したとされている。ニールセン放送調査によると、当時の夜の2時間番組で全米で最も高い視聴率となり、購買層とされるゴールデンタイム視聴者の18歳から49歳の視聴率が最も高かった。61組がセミファイナルへ。そこで4組に分かれ、最多得票数1位と審査員推薦組がファイナルに進み、次点がワイルドカードへ。合計10組がファイナルへ進む。ファイナルでは最多得票数が多い方が優勝となった。シーズン1の最終回にはAly & AJの後に登場することとなっていたトム・グリーンがオウムの衣装で本物のオウムと共にテレパシーで意思疎通しているかのように叫び、グリーンが観客の上を飛び、紙吹雪を撒いたシーンが放送されなかった。
シーズン1ではレギス・フィルビンが司会、俳優のデイヴィッド・ハッセルホフ、歌手のブランディ・ノーウッド、ジャーナリストのピアズ・モーガンが審査員を務めた。
11歳の歌手ビアンカ・ライアンが優勝し、タップ・ダンス・グループのオール・ザット、兄弟ミュージシャン・デュオのザ・ミラーズが準優勝した。

### シーズン2 (2007年)
2006年6月、NBCはシーズン2を2007年1月より日曜20時から結果発表の回なく放送開始することを発表した後、シーズン1で成功をおさめた夏の放送に変更した。これにより類似しより人気のある『アメリカン・アイドル』と競合することを避けることができた。この頃の他のスター発掘リアリティ番組には『Grease: You're the One That I Want! 』などがあり、1月から毎週日曜日に『アメリカズ・ゴット・タレント』と曜日は異なるが同じ時間帯に放送されていた。2007年3月、NBCはレギス・フィルビンが降板し、ジェリー・スプリンガーが司会を務め、ブランディが降板し、コウエルのイギリスの番組『Xファクター』で審査員を務めたシャロン・オズボーンがシーズン2の審査員を務めることを発表した。
シーズン2では結果発表の放送回はなく、パフォーマンスの放送回に結果も発表していた。また毎週火曜の放送回はその週の土曜日に再放送された。セミファイナルはスタジオの観客と審査員の採点でファイナル進出者を決め、ファイナルのみ電話投票を実施した。
2007年8月21日火曜日、歌う腹話術、物真似のテリー・フェイターが優勝し、歌手のキャス・ヘイリーが準優勝となった。

### シーズン3 (2008年)
2007年8月、NBCはシーズン3の製作を発表し、2008年6月17日に放送が開始された。1月から4月にかけオーディションがノースカロライナ州シャーロット、テネシー州ナッシュビル、フロリダ州オーランド、ニューヨーク州ニューヨーク、テキサス州ダラス、カリフォルニア州ロサンゼルス、ジョージア州アトランタ、イリノイ州シカゴで行なわれた。またMySpaceによるオーディションも行なわれた。シャロン・オズボーン、ピアズ・モーガン、デイヴィッド・ハッセルホフが前回に引き続き審査員を務めることとなり、司会もジェリー・スプリンガーが務めることとなった。
シーズン3はこれまでの2回とは大きく異なる。オーディションは全米の著名な劇場で行なわれ、国旗をバックにしたタイトル・ロゴが使用された。『ブリテンズ・ゴット・タレント』と同様、審査員のテーブルのボタンと連動したXマークが使用された。シーズン2同様、「ラスベガス・コールバックス(二次審査)」が行なわれたが、これまでの20組の倍の40組がこの生中継に進出した。このシーズンでは結果発表の回も何度かあったが、定期的ではなかった。
番組は北京オリンピックのため2週間半中断し、2008年8月26日放送が再開された。
2008年10月1日、オペラ歌手のニール・E・ボイドが優勝し、歌手/ピアニストのイーライ・マットソンが準優勝した。

### シーズン4 (2009年)
2009年6月23日火曜日、シーズン4の放送が開始された。またシーズン4から高精細度テレビジョン放送となった。オーディションはニューヨーク州ニューヨーク(3月)、カリフォルニア州ロサンゼルス(1月29日～31日、ロサンゼルス・コンヴェンション・センター)、イリノイ州シカゴ、ワシントンD.C.、ジョージア州アトランタ(2月7日～8日)、フロリダ州マイアミ(3月)、ワシントン州タコマ(4月25日～26日)、マサチューセッツ州ボストン、テキサス州ヒューストンの9都市で行なわれた。対面式のオーディションの他、NBCの特設サイトにアップロードした自身で収録した動画によりオーディションを受けることも可能であった。これまで司会を務めていたジェリー・スプリンガーが降板したためニック・キャノンが司会を務めることとなった。審査員はシーズン3と同じメンバーとなった。
オーディション方法はこれまでと同じだが、「ラスベガス・コールバックス(二次審査)」は「ベガス・ヴァーディクツ(評決または決定)」と名を変えた。シーズン4から結果発表だけの1時間放送が行なわれるようになった。このシーズンではタイトルロゴの周りに国旗や星がはためくようになった。
ラスベガス・ウィーク最終日、製作総指揮者のサイモン・コーウェルはロサンゼルスへの帰途の審査員達に電話をかけ、彼らの審査に納得がいかない旨を伝えた。このシーズンには優れた才能を持つ出場者が多く、不合格となった8組を呼び戻すこととなった。10組ずつ出演する予定のところに2組のワイルドカード出場者を加え、トップ40の予定がトップ48となった。
2009年9月16日、カントリー歌手のケヴィン・スキナーが優勝し、賞金100万ドルとラスベガス・ストリップのプラネット・ハリウッド・リゾート・アンド・カジノで10週間の公演のメイン出演権を獲得した。

### シーズン5 (2010年)
2009年、ライバル番組の『アメリカン・ダンスアイドル』が夏の放送ではなく秋の放送となることをきっかけに、『アメリカズ・ゴット・タレント』も秋に放送することを検討された。NBCは最終的に夏の放送のままとすることに決定したが、『アメリカン・ダンスアイドル』も夏の放送のままとなった。
2010年、冬から春先にかけてイリノイ州シカゴ、テキサス州ダラス、カリフォルニア州ロサンゼルス、ニューヨーク州ニューヨーク、フロリダ州オーランド、オレゴン州ポートランドでテレビ放送されるオーディションが行なわれた。テレビ放送されない、プロデューサー達によるオーディションはジョージア州アトランタ、ペンシルベニア州フィラデルフィアでも行なわれた。また今回、YouTubeによるオンライン・オーディションが初めて行なわれた。
デビッド・ハッセルホフが新番組司会のため審査員を降板し、コメディアンでテレビ司会者のハウイ・マンデルが参加することとなった。これにより、番組開始当初からの審査員はピアズ・モーガンのみとなった。このため審査員は2人のイギリス人、1人のカナダ人で構成されることとなった。
2010年6月1日火曜日、東部標準時20時より放送が開始され、以降これまでのシーズン同様にこの時間で放送された。
2010年9月15日、歌手のマイケル・グリムが優勝した。彼を引き取り、育ててくれた祖父母がハリケーン・カトリーナによって家を失いトレーラー暮らしをしていたため、優勝賞金は祖父母の家を建てるために使いたいと話していた。賞金100万ドルの他、ラスベガス・ストリップにあるシーザーズ・パレスで演奏する機会を得て、さらに準優勝のジャッキー・エヴァンコ、ファイティング・グラヴィティ、プリンス・ポピコックなど決勝戦出場10組と共に25都市をまわる『アメリカズ・ゴット・タレント・ライヴ』にメインで出演した。

### シーズン6 (2011年)
2011年5月31日火曜日、2時間のスペシャル番組で放送が開始された。ピアズ・モーガンは『ピアズ・モーガン・トゥナイト』、シャロン・オズボーンは『The Talk 』に出演し始めてからのことであった。2010年7月27日、モーガンは『ザ・トゥナイト・ショー・ウィズ・ジェイ・レノ』に出演し、『アメリカズ・ゴット・タレント』と3年間の契約を結んだことを公式に発表した。また審査員にハウイ・マンデル、司会にニック・キャノンが続投することとなった。
オーディションはカリフォルニア州ロサンゼルス、ニューヨーク州ニューヨーク、ミネソタ州ミネアポリス、ジョージア州アトランタ、ワシントン州シアトル、テキサス州ヒューストンで行なわれ、テレビ収録された。プロデューサー達によるテレビで放送されないオーディションはコロラド州デンバー、イリノイ州シカゴでも行なわれた。2011年4月26日、NBCの『ザ・ヴォイス』初回放送日にオーディションの様子が流された。2011年5月4日より、昨年に引き続きYouTubeによるオンライン・オーディションが行なわれ、8月9日にYouTube選抜者による決勝戦が生中継された。
7月中の『ザ・ヴォイス』の生中継のため、『アメリカズ・ゴット・タレント』の火曜日の放送は通常のより1時間早く20時(中部標準時19時)に行なわれ、2011年7月12日の生中継から通常の21時(中部標準時20時)に戻った。水曜日の放送は通常通り21時(中部標準時20時)に行なわれていた。
2011年9月14日水曜日、フランク・シナトラの歌唱法の歌手ランダウ・ユージン・マーフィ・ジュニアが優勝し、ダンス・グループのシルエッツが準優勝となった。その直後、ラスベガス・ストリップにあるシーザーズ・パレスで行なわれた『アメリカズ・ゴット・タレント・ライヴ』にメインで出演した。この公演には決勝戦に出場した4組の他、視聴者に評判の良かった歌手アナ・グレイスマン、マジシャンのランドン・スワンクも出演した。

### シーズン7 (2012年)
2011年8月12日、NBCは2012年5月14日からシーズン7を放送することを発表した。
2011年10月から2012年2月までプロデューサーによる第一次予選がニューヨーク州ニューヨーク、ワシントンD.C.、フロリダ州タンパ、ノースカロライナ州シャーロット、テキサス州オースティン、カリフォルニア州アナハイム、ミズーリ州セントルイス、カリフォルニア州サンフランシスコで行なわれた。2月27日、ニュージャージー州ニューアークにあるニュージャージー・パフォーミング・アーツ・センターから生放送が始まった。
ピアズ・モーガンはCNNの自身の番組『ピアズ・モーガン・トゥナイト』に専念するためシーズン6で降板し、代わりにハワード・スターンが入った。ハワードはニューヨークのシリウスXMラジオでラジオ番組に出演するため、生放送の会場は近くのニュージャージー州ニューアークにある会場に変更された。2011年12月、製作総指揮者のサイモン・コーウェルは全面的に改変を行なうと発表し、新しいグラフィック、照明、テーマ曲、ショー・イントロ、ロゴを変え、会場もニューアークのニュージャージー・パフォーミング・アーツ・センターに移した。
2012年7月2日、新しい会場であるニュージャージー・パフォーミング・アーツ・センターからシーズン7の最初の生放送が2時間半のスペシャル番組として行なわれた。取り替えられた審査員の机、リフレッシュしたデザインの「X」マークなど新しいセットが視聴者に公開された。
2012年7月25日のトップ48第4週の結果発表の後、ロンドンオリンピックのため放送が3週間中断された。8月14日、YouTubeスナップル・スペシャルとして生放送が再開された。
2012年8月6日、シャロン・オズボーンがこのシーズンをもって降板することを発表した。申し立てのよると、彼女の息子ジャック・オズボーンがNBCの新番組『Stars Earn Stripes 』のプロデューサー達により差別を受けたことが原因としている。
2012年9月13日、オラテ・ドッグスがシーズン7の優勝者となり、番組史上初めて全く歌わないパフォーマーの優勝となった。オラテ・ドッグスはトレーナーのリチャードとニコラス・オラテの親子による犬のパフォーマーである。コメディアンのトム・コッターが準優勝となった。

### シーズン8 (2013年)
2013年6月4日火曜日から放送が開始された。
シーズン7の生放送2回めからコマーシャルでシーズン8の告知が行なわれていた。当初シャロン・オズボーンはシーズン8には出演しないとしていたが、後に「今のところは」残るつもりでいると表現を変えた。2012年8月6日、NBCとの確執により番組を離れることが確定した。
2012年11月29日、ニック・キャノンが司会を続投することに正式に契約した。2012年12月3日、ハワード・スタンが自身のラジオ番組で審査員としてシーズン8に出演することを発表した。オーディションに関するNBCの広告媒体にはスタンとキャノンしか掲載されていなかった。2013年2月12日、ハウイ・マンデルがテレビ番組『Access Hollywood 』の中でシーズン8でも審査員をすることを発表した。2月20日、スパイス・ガールズのメンバーであるメラニー・ブラウン(通称メルB)が第三の審査員としてシャロン・オズボーンの代わりに務めることが発表された。3月3日、スーパーモデルのハイディ・クラムが新設された第四の審査員として参加することが発表された。
2012年7月11日、オーディションがこれまでより多いカリフォルニア州ロサンゼルス、ワシントン州シアトル、オレゴン州ポートランド、ルイジアナ州ニューオーリンズ、アラバマ州バーミングハム、テネシー州メンフィス、テネシー州ナッシュビル、ジョージア州サバンナ、ノースカロライナ州ローリー、バージニア州ノーフォーク、テキサス州サンアントニオ、ニューヨーク州ニューヨーク、オハイオ州コロンバス、イリノイ州シカゴで開催されることが発表された。生中継の収録はニューヨークのラジオシティ・ミュージックホールで行なわれることとなった。3月4日、ニューオリンズ、ニューヨーク、シカゴ、ロサンゼルス、サンアントニオで4人の審査員の前で行なわれるオーディションが開始され、この模様はテレビ収録された。
2013年9月18日、格闘技ダンサー/マイムの蛯名健一が『アメリカズ・ゴット・タレント』シーズン8の優勝者となり、テイラー・ウイリアムソンが準優勝となった。これにより番組史上初めてダンサーの優勝となった。

### シーズン9 (2014年)
2013年7月31日、シーズン8準々決勝第2週放送中、翌年のオーディションに関する告知が出され、これにより事実上シーズン9が行なわれることとなった。

### シーズン10 (2015年)
オーディション第1週に日本のプロジェクションマッピング・ダンスグループの白Aが出場し、準決勝（第15週）まで進んだ。彼らは2回戦で、アジア人初となるゴールデン・ブザーを獲得している。

### シーズン11 (2016年)
シーズン11は2016年5月31日に放送がスタートした。オーディション第1週に日本のマジシャンのHARAが出場し、準々決勝（第9週）まで進んだ。リオ五輪中継による中断をはさみ、2016年9月14日に最終回を迎え、グレース・ヴァンダーウォールが優勝した。決勝の生放送はハリウッドのドルビー・シアターで行われ、審査員にサイモン・コーウェルが参加した。

### シーズン12 (2017年)
優勝のダルシー・リンと準優勝のアンジェリカ・ヘイルを中心として若き才能が輝いたシーズンだった。
ダルシー・リンは腹話術師で、12歳という若さで栄冠を手にした。

アンジェリカ・ヘイルは10歳とは思えないほどのパワフルな歌声を披露し、堂々の準優勝となった。

### シーズン14 (2019年)
新たな審査員にガブリエル・ユニオンとジュリアン・ハフ、司会者にテリー・クルーズを迎える。オーディション第3週に日本の芸人ゆりやんレトリィバァ、第4週にフルート奏者兼ハリウッド俳優の新村理々愛、第7週にタンバリン芸人のゴンゾーが出場し、ゴンゾーは準々決勝（第14週）まで進んだ。優勝者は盲目で自閉症のピアニスト、コディ・リー。

### シーズン17 (2022年)
2022年5月31日から放送が開始された。オーディション第1週にヨーヨーパフォーマーの高田柊、第2週にコメディアンのタナカ・アイコとダンスグループのFusion Japan、第5週にパフォーマンスグループのMPLUSPLUS、第6週にジャニーズJr.内のアイドルグループTravis Japanが出場し、全組が事実上の準決勝となるLive showsへ進出した。

## アメリカズ・ゴット・タレント・ライヴ
『アメリカズ・ゴット・タレント・ライヴ』はラスベガス・ストリップで行なわれる、その年の優勝者をメインとした公演である。
2009年10月から2010年1月の10週間、水曜日から日曜日までラスベガスのプラネット・ハリウッド・リゾート・アンド・カジノで公演が行なわれたのが始まりである。この公演にはシーズン4の決勝戦に残った10組が出演した。この番組の元司会者のジェリー・スプリンガーがコネチカット州スタンフォードで収録される自身の番組『The Jerry Springer Show 』の合間に毎週ラスベガスに通った。
2010年、シーズン5の決勝戦出場者が出演する公演がラスベガス・ストリップのシーザーズ・パレス・カジノ・アンド・リゾート公演を含む25都市で全米ツアー公演が行なわれた。ジェリー・スプリンガーがラスベガスでも全米ツアーでも司会を務めた。
2013年10月3日から11月17日までシーズン8の全米ツアー公演が行なわれることとなった。

## 受賞歴
| 年   | 賞                                   | 部門                                                           | 結果       |
| ---- | ------------------------------------ | -------------------------------------------------------------- | ---------- |
| 2011 | 第37回ピープルズ・チョイス・アワード | コンテスト番組賞                                               | ノミネート |
| 2011 | 2011年キッズ・チョイス・アワード     | リアリティ番組賞                                               | ノミネート |
| 2011 | 第63回プライムタイム・エミー賞       | ヘアスタイル賞マルチカメラ・シリーズ/スペシャル番組部門        | ノミネート |
| 2012 | 2012年キッズ・チョイス・アワード     | リアリティ番組賞                                               | ノミネート |
| 2012 | 2012年ティーン・チョイス・アワード   | 夏季のテレビ番組賞                                             | ノミネート |
| 2012 | 2012年ティーン・チョイス・アワード   | 男性司会者賞: ニック・キャノン『アメリカズ・ゴット・タレント』 | ノミネート |
| 2013 | 2013年キッズ・チョイス・アワード     | リアリティ番組賞                                               | ノミネート |

## 過去の出場者のアルバム売上
アメリカ国内での売上のみ。
アメリカレコード協会(RIAA)認定アルバム
| 順位 | 出場者名 総売上                                      | デビュー・アルバム                                                    | 2枚目                                                                                | 3枚目                                                                     | 4枚目                                                                  | 5枚目                                                                           |
| ---- | ---------------------------------------------------- | --------------------------------------------------------------------- | ------------------------------------------------------------------------------------ | ------------------------------------------------------------------------- | ---------------------------------------------------------------------- | ------------------------------------------------------------------------------- |
| 1    | ジャッキー・エヴァンコ (シーズン5、準優勝) 2,243,267 | Prelude to a Dream (2009年11月15日) Independent n/a 4,000 最高第121位 | O Holy Night (2010年11月16日) SYCO/Columbia Records プラチナ認定 1,100,000 最高第2位 | Dream with Me (2011年6月14日) Sony Records ゴールド認定 682,000 最高第2位 | Heavenly Christmas (2011年11月1日) Sony Records n/a 341,213 最高第11位 | Songs from the Silver Screen (2012年10月2日) Sony Records n/a 116,054 最高第7位 |

アメリカレコード協会(RIAA)認定されていないアルバム
| 順位 | 出場者名                                                 | 総売上  | アルバム・タイトル                                                                                             |
| ---- | -------------------------------------------------------- | ------- | --- |
| 2    | ビアンカ・ライアン (シーズン1、優勝)                     | 150,000 | - Bianca Ryan (2006年) 第57位 - Christmas Everyday (2007年) 圏外 - The True Meaning of Christmas (2009年) 圏外 |
| 3    | ランダウ・ユージン・マーフィ・ジュニア (シーズン6、優勝) | 46,000  | - That's Life (2011年) 第34位                                                                                  |
| 4    | キャス・ヘイリー (シーズン2、準優勝)                     | 40,000  | - Cas Haley (2008年) 第8位 - Connection (2010年) 圏外                                                          |
| 5    | マイケル・グリム (シーズン5、優勝)                       | 22,000  | - Michael Grimm (2011年) 第13位                                                                                |
| 6    | ドナルド・ブラスウェル2世 (シーズン3、第4位)             | 12,500  | - New Chapter (2007年) 圏外 - We Fall and We Rise Again (2010年) 圏外 - Unchained (2011年) 圏外                |
| 7    | ニール・E・ボイド (シーズン3、優勝)                      | 6,000   | - My American Dream (2009年) 第195位                                                                           |

## 出場者の他の出演歴
多くの出演者が『アメリカン・アイドル』や『America's Best Dance Crew』など他のオーディション番組などに出演している。

### アメリカン・アイドル
- ジェシカ・サンチェス (シーズン1) - 『アメリカン・アイドル』シーズン11準優勝。
- ティア・メギア (シーズン4) - 『アメリカン・アイドル』シーズン10第11位。

### America's Best Dance Crew
- ジャバウォッキーズ (シーズン2) - 『America's Best Dance Crew』シーズン1優勝。
- Extreme Dance FX (シーズン3) - 『America's Best Dance Crew』シーズン5にBlended Projektとして出演。
- The dance crew SQ Entertainment (シーズン3、4) - 『America's Best Dance Crew』シーズン1準優勝。
- BreakSk8 (シーズン4) - 『America's Best Dance Crew』シーズン1第4位。
- FootworKINGz (シーズン4) - 『America's Best Dance Crew』シーズン6出場。
- Rated Next Generation (RNG) (シーズン5) - 『America's Best Dance Crew』シーズン7第4位。
- Strikers All-Stars (シーズン5) - 『America's Best Dance Crew』シーズン3第4位。
- 787 Crew (シーズン7) - 『America's Best Dance Crew』シーズン6出場。

### その他
- Alice Tan Ridley (シーズン5) - FOX『たったの30セカンズ』パイロット版で優勝。
- Dani Shay (シーズン6) - Oxygen の『Glee プロジェクト 〜主役は君だ!』に出演。
- Horse (シーズン7) - 『アメリカン・ニンジャ・ウォーリアー』シーズン4に出場。
- Justin Hopkins (シーズン5) - 『ザ・ヴォイス』シーズン2バトル・ラウンド進出。
- オラテ・ドッグス (シーズン7) - 『ブログ犬 スタン』にカメオ出演。
- Fresh Faces (シーズン8) - メンバーのうち2人が『シェキラ!』に出演し、Make Your Markで優勝。

## 番組フォーマット
この番組を番組フォーマットとした番組が、世界各国で制作されている。
- ブリテンズ・ゴット・タレント（ イギリス、ITV）
2007年のシリーズ1で当時、携帯電話のセールスマンだったポール・ポッツが優勝した。また2009年のシリーズ3に出場したスーザン・ボイルが世界的な話題となった。
- オーストラリアズ・ゴット・タレント（ オーストラリア、セブン・ネットワーク）
- アジアズ・ゴット・タレント(2019年終了)（ シンガポール、AXNアジア）
- コリアズ・ゴット・タレント(2012年終了)（ 韓国、tvN）
- ダス・スーパータレント(2019年終了)（ ドイツ、RTLテレビジョン）
- タラング(2023年以降一時停止中)（Talang・ スウェーデン、TV4）
- 中国達人秀(2019年終了)（中: 中国达人秀・ 中国、東方衛視）
- スーパータレント（ クロアチア、ノバTV）
- ラ・フランス・ア・アン・アンクロワイヤブル・タロン（La France a un Incroyable Talent・ フランス、M6）
- タレント(2019年終了)（ デンマーク、DR1）
- タレント・スオミ(2007年終了)（Talent Suomi・ フィンランド、ネロネン）
- ホーランズ・ゴット・タレント（ オランダ、RTL 4）
- ノルスケ・タレンター(2018年終了)（Norske Talenter・ ノルウェー、TV 2）
- Mam talent!（ ポーランド、TVN）
- Minuta slavy(2017年終了)（ ロシア、チャンネル1）
- カナダズ・ゴット・タレント（ カナダ、Citytv）
- Japan's Got Talent（ 日本、吉本興業・ABEMA共同制作。2023年2月配信予定）[50]